# Heteropsylla pulchra
Heteropsylla pulchra är en insektsart som beskrevs av Leonard D. Tuthill 1964. Heteropsylla pulchra ingår i släktet Heteropsylla och familjen rundbladloppor.
Artens utbredningsområde är Peru. Inga underarter finns listade i Catalogue of Life.